# Granyanella
Granyanella (em catalão e oficialmente) ou Grañanella (em castelhano) é um município da Espanha na comarca de Segarra, província de Lérida, comunidade autónoma da Catalunha. Tem 24,4 km² de área e em 2021 tinha 145 habitantes (densidade: 5,9 hab./km²).

## Demografia
| Variação demográfica do município entre 1991 e 2004 [carece de fontes?] | Variação demográfica do município entre 1991 e 2004 [carece de fontes?] | Variação demográfica do município entre 1991 e 2004 [carece de fontes?] | Variação demográfica do município entre 1991 e 2004 [carece de fontes?] |
| ----------------------------------------------------------------------- | ----------------------------------------------------------------------- | ----------------------------------------------------------------------- | ----------------------------------------------------------------------- |
| 1991                                                                    | 1996                                                                    | 2001                                                                    | 2004                                                                    |
| 130                                                                     | 137                                                                     | 142                                                                     | 140                                                                     |